# Caudry
Caudry é uma comuna francesa na região administrativa de Altos da França, no departamento do Norte. Estende-se por uma área de 12.94 km². Em 2010 a comuna tinha 14 630 habitantes (densidade: 1 130,6 hab./km²).